# Apenkopvleermuizen
Apenkopvleermuizen (Pteralopex) zijn een geslacht van vleermuizen uit de familie der vleerhonden (Pteropodidae) dat voorkomt in de Salomonseilanden, inclusief de Papoea-Nieuw-Guineese eilanden Bougainville en Buka.

## Beschrijving
Apenkopvleermuizen zijn middelgrote tot grote vleerhonden zonder staart. Aan de tweede vinger zit een klauw. De iris is bij levende dieren rood of oranje. Apenkopvleermuizen eten fruit en noten; daarom hebben ze een krachtig gebit. Alle soorten zijn zeldzaam en worden bedreigd door de vernietiging van hun habitat. De meeste staan als "kritiek" (Ernstig bedreigd, CR) op de Rode Lijst van de IUCN.

## Taxonomie
De nauwste verwant van de apenkopvleermuizen is waarschijnlijk de Fiji-apenkopvleermuis (Mirimiri acrodonta), die tot 2005 ook tot de apenkopvleermuizen werd gerekend. Verder is Pteralopex volgens zowel genetische als morfologische gegevens nauw verwant aan Pteropus en Acerodon.

### Soorten
Het geslacht omvat de volgende soorten:
- Pteralopex anceps – Bougainvilleapenkopvleermuis (Bougainville, Choiseul)
- Pteralopex atrata – Punttandvleerhond (Guadalcanal, New Georgia)
- Pteralopex flanneryi (Buka, Bougainville, Choiseul, Santa Isabel)
- Pteralopex pulchra – Bergapenkopvleermuis (Mount Makarakomburu op Guadalcanal)
- Pteralopex taki (New Georgia, Vangunu, uitgestorven op Kolombangara)